# Benjamin Creme
 (janvier 2023).
L'article doit être relu — et modifié si nécessaire — par des contributeurs indépendants pour apporter un regard critique aux contributions effectuées en violation des conditions d'utilisation de Wikipédia, tant sur la forme (notamment concernant le style encyclopédique, la proportionnalité) que sur le fond (la neutralité de point de vue, la qualité et l'indépendance des sources).
Œuvres principales
La Mission de Maitreya, Le Grand Retour, La Réapparition du Christ et des Maîtres de Sagesse
Benjamin Creme (né le 5 décembre 1922 à Glasgow et mort le 24 octobre 2016 à Londres) est un artiste écossais, ésotériste, conférencier et auteur. Il a créé la revue Share International dont il est resté rédacteur en chef jusqu'à sa mort.
Il affirme que la seconde venue du Christ, annoncée par de nombreuses religions, aura lieu prochainement sous la forme de Maitreya, l'Instructeur planétaire. Maitreya est le nom que les bouddhistes donnent au futur bouddha, mais Benjamin Creme affirme que Maitreya est l'envoyé divin attendu par toutes les grandes religions sous des noms différents : le Christ, l'imam Mahdi, Krishna, le 5e bouddha Maitreya ou encore le Messie.
Selon Benjamin Creme, Maitreya est basé à Londres depuis le 19 juillet 1977.

## Jeunesse
À l'âge de 13 ans, Benjamin Creme commence à peindre, inspiré par les œuvres de Rembrandt. Il quitte l'école à 16 ans pour se consacrer entièrement à la peinture.

## Histoire
Maitreya est le « nom d'initié » que Benjamin Creme donne au leader des Maîtres de Sagesse (un autre nom, plus « commun », figure sur son passeport).

## Critiques
Le nom Partage international communication a été mentionné dans le premier rapport parlementaire n° 2468 Les sectes en France de 1995.

## Publications
- L'Instructeur mondial pour toute l'humanité, Partage Publication, 2009  (ISBN 978-2917558010).
- L'Éveil de l'humanité, Partage Publication, 2010  (ISBN 978-9175580340).
- La Réapparition du Christ et des maîtres de sagesse, Partage Publication, 2010  (ISBN 978-2917558027).
- L'art de vivre : Vivre selon les lois de la vie, Partage Publication, 2008  (ISBN 978-2917558003).
- Un Maitre Parle, Partage Publication, 2007  (ISBN 978-2951097490).
- Les Lois de la Vie : Les enseignements de Maitreya, Partage Publication, 2006   (ISBN 978-2951097483).
- L'Art de la Cooperation, Partage Publication, 2004   (ISBN 978-2951097469).
- La Transmission : une méditation pour le Nouvel Âge, Partage Publication, 2004  (ISBN 978-2951097476).
- Le Grand Retour - Lumiere et Vie Nouvelles pour l'Humanité, Partage Publication, 2002  (ISBN 978-2951097452).
- La Mission de Maitreya T 2, Partage Publication, 2000  (ISBN 978-2951097438).
- La Mission de Maitreya T 3, Partage Publication, 1999  (ISBN 978-2951097414).
- Messages de Maitreya le Christ - la Grande Invocation, Partage Publication, 1997  (ISBN 978-2951097407).
- La Mission de Maitreya, T 1, Partage Publication, 1994  (ISBN 978-2950826305).
- Un Maître parle, traité de savoir vivre à l'usage de l'humanité, Partage Publication, 1986  (ISBN 978-2905415042).
- Transmission : Une méditation pour le nouvel âge, Partage Publication 1985  (ISBN 978-2905415035).
- L'Unité dans la diversité, Partage Publication 2013  (ISBN 978-2917558065).